# Madonnetta
La Madonnetta è una zona residenziale (zona "O" 44) del Municipio Roma X di Roma Capitale. Fa parte della zona urbanistica 13D Palocco, nella zona Z. XXXIII Acilia Sud.

## Strutture

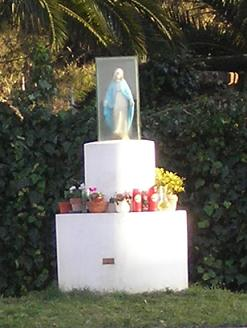
La "Madonnetta"
Piccola statua mariana che dà il nome al quartiere

La Madonnetta ospita l'omonimo parco, estesissimo Punto Verde Qualità - contenente una moderna e attrezzata polisportiva, vasti prati finalizzati all'esercizio fisico, all'attività ciclistica e al passeggio con cani. Altri siti caratterizzanti sono la chiesa di San Carlo da Sezze, il "Centro di formazione giovanile Madonna di Loreto, Casa della Pace" situato accanto alla parrocchia, e la piazza Umberto Cardani, dove è conservata una piccola statua della Madonna.

## Attività
La Madonnetta è un centro dinamico, grazie soprattutto al contributo del locale comitato di quartiere che, con forti mobilitazioni, attira periodicamente la popolazione dell'entroterra del Municipio attraverso la promozione e l'organizzazione di periodici eventi, impegnati a 360 gradi, consistenti in opere di svago e sensibilizzazione ai temi ambiente, sicurezza, centralità, valorizzazione delle risorse.

## Eventi
Il parco della Madonnetta, in occasione del Carnevale, ospita una rassegna culturale patrocinata dal municipio di appartenenza e dalla Regione Lazio, consistente in esibizioni teatrali, attività ludiche dei bambini delle scuole delle zone limitrofe, sfilate pedonali e ciclistiche in maschera, tutte incentrate sul tema del riciclaggio dei rifiuti.
Il parco ospita annualmente attività connesse alla Maratona di Ostia.
Annualmente la Madonnetta accoglie anche una gara ciclistica per le strade della zona, che si conclude nel parco Massimo Di Somma, dove è stato ospite il sindaco Walter Veltroni.
La parrocchia, in occasione delle feste liturgiche, effettua invece processioni che attraversano l'intero quartiere.